# 波利亞納 (利沃夫區)
49°33′12″N 23°40′56″E / 49.55333°N 23.68222°E
波利亞納（烏克蘭語：Поляна），是烏克蘭西部的村莊，隸屬利維夫州的利維夫區。該村始建於1484年，面積4.7平方公里，海拔高度256米，2024年人口155，人口密度每平方公里52.55人。